# (What Did I Do to Be so) Black and Blue?
(What Did I Do to Be so) Black and Blue?, häufig auch kürzer Black and Blue, ist der Titel eines antirassistischen Songs von Texter Andy Razaf aus dem Jahr 1929. Die Komposition stammt von Fats Waller und Harry Brooks. Sie ist in der Liedform AABA gehalten, umfasst 32 Takte und enthält Two Beat in der Melodie. Das Lied entstand für die Show Hot Chocolade. Der Songtext handelt von einer Afroamerikanerin, die von dem ebenfalls afroamerikanischen Mann, den sie begehrt, zurückgewiesen wird, weil der nur Frauen mit heller Haut liebt.

## Wirkungsgeschichte
Der Song verursachte bei der ersten Aufführung der Show einen Skandal. Bekanntester Interpret ist Louis Armstrong, der das Lied 1929 mit dem Orchester von Carroll Dickerson aufnahm. Dabei änderte er den Text, um auf die rassistische Diskriminierung durch Weiße hinzuweisen, indem er die folgenden zwei Verse wegließ: „Brown and yellows all get fellows, gentleman prefer them light.“ Auf diese Weise konnte er den Song zur Klage eines schwarzen Mannes gegen die Rassendiskriminierung machen. So wurde das Lied auch in seiner weiteren Wirkungsgeschichte verstanden. Der Erzähler des afroamerikanischen Schlüsselromans The Invisible Man (1952) von Ralph Ellison will (What Did I Do to Be so) Black and Blue? in Armstrongs Versions gleich fünf Mal gleichzeitig hören, um dessen vibration zu spüren. Im Roman etabliert der Song, obgleich er eigentlich ein wenig kitschig ist, dessen Ton.
Insbesondere durch Armstrongs zahlreiche Einspielungen, aber auch durch Interpretationen von Ethel Waters sowie von Sidney Bechet, Wild Bill Davison, Roy Eldridge, Earl Hines, Peanuts Hucko, Albert Nicholas, Muggsy Spanier, Clark Terry, Dinah Washington und Teddy Wilson wurde Black and Blue zu einem Jazz-Standard. Als Instrumentaltitel wurde es auch von Ruby Braff, Dave Brubeck, Humphrey Lyttelton, André Previn, Edmond Hall, Booker Ervin, Zoot Sims/Joe Pass und Ray Bryant interpretiert.
Das Lied, das in der Folge Armstrongs mit dem gekürzten Text aufgeführt wurde, wurde in den letzten Jahrzehnten seltener gesungen, da aufgrund der Kürzung heute Zeilen wie „I'm white inside“ und „my only sin is my skin“ anstößig wirken. So als müsste man, wenn nicht außen, dann wenigstens innen weiß sein. Im Jahr 2000 nahm Rose Nabinger den Titel mit einem abgeänderten Text wieder auf. „I'm right inside“ und „there is no sin in the colour of a skin!“ heißt es bei ihr.
Armstrongs Version von 1929 wurde 2015 in die Grammy Hall of Fame aufgenommen.